# I muri
I muri (Falak) è un film del 1968 diretto da András Kovács.

## Produzione
Il film fu prodotto dalla MAFILM 1. Játékfilmstúdió.

## Distribuzione
Uscì nelle sale cinematografiche ungheresi il 15 febbraio 1968. In Francia, prese il titolo Les Murs, in Polonia quello di Sciany. Internazionalmente, fu ribattezzato in inglese Walls o, in alternativa, The Lost Generation.